# 2009 au Venezuela
Chronologie en Amérique
2007 au Venezuela - 2008 au Venezuela - 2009 au Venezuela - 2010 au Venezuela - 2011 au Venezuela
2007 par pays en Amérique - 2008 par pays en Amérique - 2009 par pays en Amérique - 2010 par pays en Amérique - 2011 par pays en Amérique

## Chronologie

### Janvier 2009
- Mercredi 7 janvier 2009 : le ministère des Affaires étrangères d'Israël annonce l'expulsion du chargé d'affaires vénézuélien en poste à Tel-Aviv en représailles à l'expulsion de l'ambassadeur israélien à Caracas pour protester contre l'offensive à Gaza. Le mouvement islamiste Hamas s'est félicité de la décision du président Hugo Chávez d'expulser l'ambassadeur israélien.

- Mercredi 14 janvier 2009 :

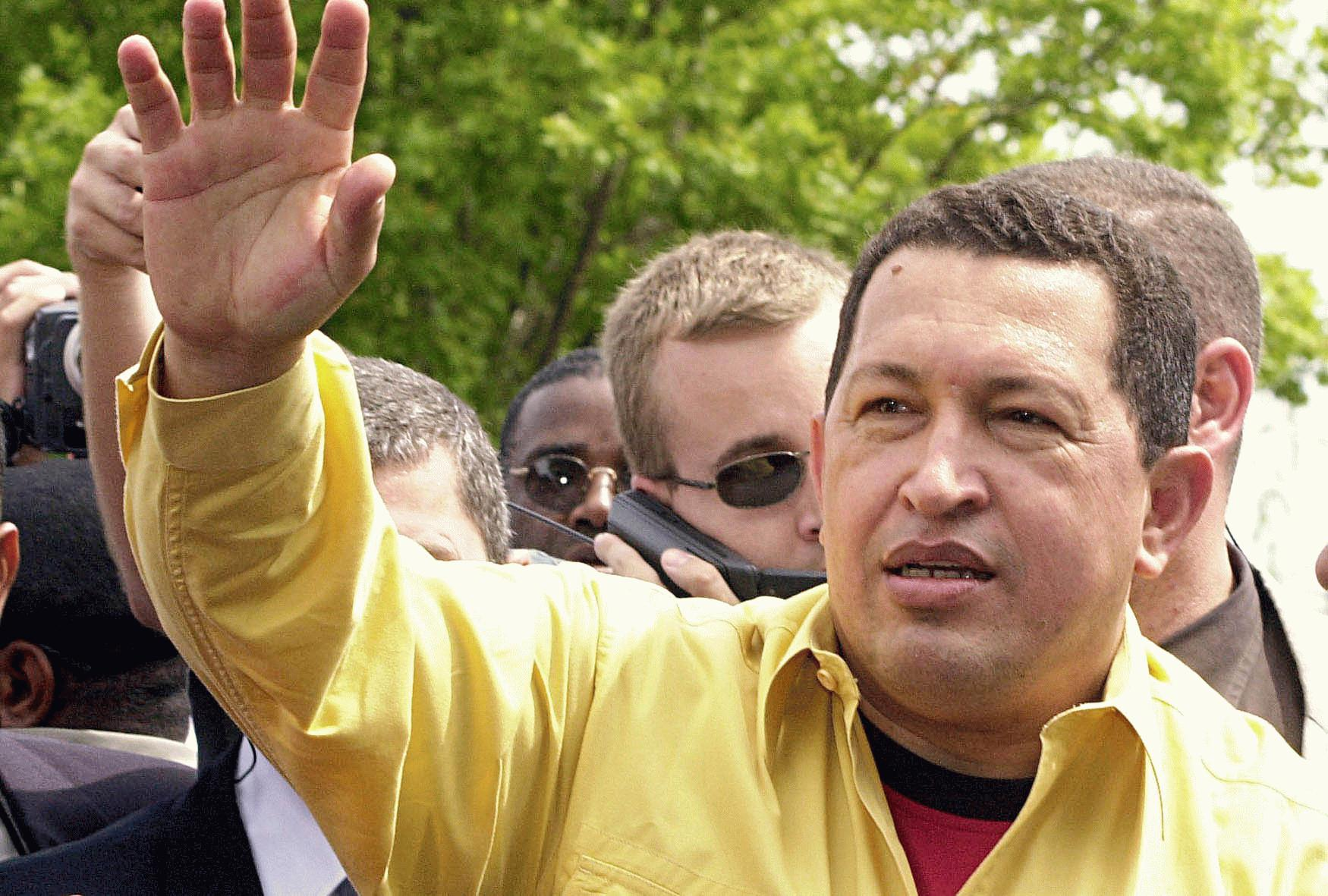
Hugo Chávez
(janvier 2003)

  - Le ministère des Affaires étrangères rompt officiellement les relations diplomatiques avec Israël pour protester contre l'offensive israélienne à Gaza et « face à la persécution inhumaine du peuple palestinien, dirigée par les autorités d'Israël ».
  - Le Parlement approuve une modification de la Constitution pour permettre la réélection illimitée pour tous les mandats soumis au suffrage universel, dont celui du président Hugo Chávez. Si cette modification était approuvée par référendum, d'ici 30 jours, elle permettra au président Hugo Chávez de briguer un troisième mandat à compter de 2012, alors que la Constitution actuelle n'autorise que deux mandats. Seuls sept députés dissidents du Parti socialiste unifié du Venezuela qui contrôle le Parlement s'y sont opposés.

- Samedi 31 janvier 2009 : dans la nuit de vendredi à samedi, une quinzaine de personnes a fait irruption dans la principale synagogue de Caracas où ils ont détruit des objets de culte et inscrit des slogans antisémites. Selon le porte-parole de la communauté juive : « Ils sont restés dans la synagogue environ cinq heures, ont ligoté et bâillonné les gardiens, détruit les bureaux et profané le lieu où sont conservés les rouleaux de la Torah ».

### Février 2009
- Dimanche 1er février 2009 :
  - Un responsable israélien dénonce la profanation de la principale synagogue de Caracas, soulignant que de telles exactions n'auraient pu avoir lieu sans « un regard bienveillant des autorités au plus niveau ».
  - Au Forum mondial social de Belem après six jours de débats et de manifestations qui ont rassemblé 100 000 activistes de gauche et écologistes, pourfendeurs d'un système capitaliste qu'ils jugent en faillite, le président Hugo Chávez, a estimé que le « socialisme du XXIe siècle » est la seule façon d'aller de l'avant.

- Mardi 3 février 2009 :
  - Le président Hugo Chávez fête ses dix ans au pouvoir et se projette jusqu'en 2019. Il résume sa décennie au pouvoir en trois mots : « révolution, indépendance, socialisme ». Ses principaux alliés de la région ont assisté à la réunion extraordinaire de l'« Alternative bolivarienne pour les Amériques », dont Jose Ramon Machado Ventura (vice-président de Cuba), Daniel Ortega (président du Nicaragua), Evo Morales (président de la Bolivie) et Manuel Zelaya (président du Honduras).
  - Le président Hugo Chávez lance une campagne en faveur de la révision constitutionnelle dans le but de permettre sa réélection au terme de son mandat en 2012, déclarent qu'il veut gouverner encore dix ans pour « consolider les réussites de la révolution ». Hugo Chávez a nationalisé des pans entiers de l'économie vénézuélienne pour financer d'ambitieux programmes sociaux[1].

- Jeudi 12 février 2009 : plusieurs milliers de personnes se sont rassemblées avenue Bolivar dans le centre de Caracas, pour manifester leur soutien au président Hugo Chávez et au nouveau référendum. Quelque 17 millions d'électeurs sont à nouveau sollicités dimanche pour dire s'ils acceptent que présidents, maires, conseillers municipaux, députés et gouverneurs puissent se représenter à volonté et changer la règle qui limite le nombre de mandats à deux. En décembre 2007, lors de la première consultation proposant que les présidents vénézuéliens puissent se représenter pour autant de mandats qu'ils le souhaitent, le « non » l'avait emporté[2].

- Vendredi 13 février 2009 : un eurodéputé du Parti populaire espagnol, Luis Herrero, est expulsé du Venezuela après avoir traité le président Hugo Chávez de dictateur et critiqué le conseil national électoral. Invité par le mouvement démocrate-chrétien Copei (opposition) à observer le déroulement du référendum, il avait appelé les Vénézuéliens, devant la presse, « à voter en liberté », « souhaitant qu'ils ne votent jamais en se laissant emporter par la crainte » d'un dictateur. Le lendemain, Hugo Chávez remercie l'Espagne, pour un message de son gouvernement socialiste, dans lequel, Madrid admet qu'un observateur international n'a pas à formuler d'avis sur un processus électoral en cours ou sur un gouvernement hôte[3].

- Dimanche 15 février 2009 : le président Hugo Chávez, remporte le référendum constitutionnel, lui permettant de se représenter désormais à l'élection présidentielle sans limite de mandats.

- Vendredi 20 février 2009 : le président vénézuélien Hugo Chávez effectue une courte visite surprise à Cuba, afin de célébrer sa victoire au référendum qui lui permet de se représenter indéfiniment. Il a rencontré à deux reprises son mentor Fidel Castro, ainsi que son frère Raul, qui lui a succédé au pouvoir. Fidel Castro a estimé dernièrement dans un de ses éditoriaux que l'avenir de Cuba était « inséparable » de la victoire d'Hugo Chávez au référendum, car le Venezuela est le plus proche allié politique de l'île, et aussi son principal bailleur de fonds, lui livrant près de 100 000 barils quotidiens à tarif préférentiel.

- Samedi 28 février 2009 : le président Hugo Chávez ordonne à l'armée de prendre provisoirement le contrôle de l'ensemble de la filière de transformation du riz en accusant les sociétés privées, et notamment américaines, de surfacturer leur riz : « J'ai donné l'ordre que le gouvernement révolutionnaire intervienne immédiatement dans tous ces secteurs de l'industrie agro-alimentaire » rappelant les émeutes sanglantes contre la vie chère, survenues il y a 20 ans au Venezuela. Immédiatement l'armée a pris le contrôle des locaux locaux du principal groupe agro-alimentaire vénézuélien, Grupo Polar, avec pour mission d'augmenter la production de riz. Le problème est d'autant plus crucial au Venezuela que la hausse des denrées de base a atteint 41 % l'an dernier, un taux record en Amérique latine.

### Mars 2009
- Dimanche 1er mars 2009 : une première usine de riz, appartenant au groupe Alimentos Polar, est  placée sous le contrôle des forces de l'ordre ce week-end, dans l'État de Guárico (centre). La prise de contrôle de la filière du riz a été annoncée samedi  par le président Hugo Chávez, qui a menacé les industriels de les « exproprier » pour n'avoir pas respecté le prix des denrées de base, régulé depuis 2003 par les autorités. Selon lui, il s'agit d'une mesure destinée à lutter contre les problèmes de pénuries et l'explosion des prix alimentaires.  La direction de Polar  annonce  son intention de déposer un recours en justice, rappelant que le gouvernement gère déjà 48 % de la production nationale de riz, contre 6 % pour l'entreprise privée.

- Lundi 2 mars 2009 : le gouvernement fait prendre le contrôle par l'armée d'une deuxième usine de riz, située dans l'État de Portuguesa (centre), et qui fournit près du tiers du marché.

### Avril 2009
- Mercredi 1er avril 2009 : sur Al Jazeera, le président Hugo Chávez a de nouveau traité  le gouvernement israélien de « génocidaire et d'assassin », en référence à la récente offensive dans la bande de Gaza.

- Mardi 7 avril 2009 : le président Hugo Chávez entame une visite officielle de trois jours en Chine, sa sixième en dix ans de pouvoir dans un pays qu'il considère comme un « allié stratégique » du Venezuela : « Un nouvel équilibre mondial est en train de naître, un nouvel ordre mondial, le monde multipolaire dont nous rêvions depuis longtemps […] avec de nouveaux pôles, comme Pékin, Tokyo », précisant qu'il venait en Chine avec trois « objectifs concrets de grande signification stratégique » : le renforcement de la présence chinoise dans le secteur pétrolier vénézuélien, la construction de raffineries vénézuéliennes sur le sol chinois et la création d'une entreprise commune de transport maritime pétrolier afin de fournir en 2013 un million de barils de pétrole par jour à la troisième économie mondiale[4].

- Jeudi 9 avril 2009 : le président Hugo Chávez déclare : « La relation entre la Chine et le Venezuela est consolidée. Nous avons créé des commissions pour poursuivre le travail, augmenter les investissements au Venezuela et nous parlons d'un accord encore plus ambitieux que le Fonds stratégique Venezuela-Chine » de 12 milliards de dollars.

- Vendredi 10 avril 2009 : le gouvernement chinois est resté réservé face aux effusions d'amitiés du président Hugo Chávez afin de ne pas nuire à leurs relations avec les États-Unis, cependant la Chine a besoin de diversifier ses sources de pétrole et de produits agricoles alors que le Venezuela vise à dépendre moins des États-Unis, d'où des intérêts croisés économiques. Sur le plan politique, les deux pays partagent le même objectif d'un monde multipolaire[5].

- Jeudi 16 avril 2009 : le président Hugo Chávez, à l'occasion de la Journée de la Terre, annonce offrir une île à l'État du New Jersey pour en faire une réserve naturelle. Cette île de 214 hectares, nommée Petty Island, est située sur la rivière Delaware, entre Philadelphie (Pennsylvanie) et Camden (New Jersey), appartient à la compagnie pétrolière Citgo, filiale de la compagnie publique Petroleos de Venezuela (PDVSA) depuis son acquisition en 1990[6].

- Vendredi 17 avril 2009 : le président cubain Raúl Castro est visite à Cumana où il a rencontré le président Hugo Chávez. Il affirme vouloir discuter « de tout » avec les États-Unis, y compris des droits de l'Homme et des prisonniers.

- Mercredi 22 avril 2009 : l'un des dirigeants de l'opposition, Manuel Rosales, depuis le Pérou, où il a demandé l'asile politique, déclare vouloir « continuer la lutte » pour libérer le Venezuela du régime « autocratique » du président Hugo Chávez.

### Mai 2009
- Dimanche 3 mai 2009 : un accident d'hélicoptère de l'armée cause la mort d'au moins 18 personnes dont 17 militaires. L'appareil était en patrouille à la frontière avec la Colombie. Parmi les victimes, un général.

- Jeudi 7 mai 2009 : le parlement vote une loi facilitant la saisie et la nationalisation d'actifs d'importants prestataires de services comme Halliburton.

- Vendredi 8 mai 2009 : le président Hugo Chávez nationalise un important chantier gazier géré par la compagnie américaine « Williams Companies » et saisit les actifs de plusieurs autres sociétés de services locales. Des centaines de bateaux et de chantiers navals ont été saisis sur les rives du lac Maracaibo.

- Mercredi 20 mai 2009 : le ministère de l'Énergie annonce l'expropriation de 35 nouvelles entreprises dans le secteur pétrolier, en vertu d'une loi promulguée au début du mois qui prévoit leur étatisation. La semaine dernière, 39 compagnies du secteur étaient déjà passées sous le contrôle de l'État socialiste. La compagnie publique Petroleos de Venezuela (PDVSA) a reçu l'instruction de prendre le « contrôle des opérations et d'entrer immédiatement en possession des installations, de la documentation et des biens et équipements affectés aux activités » de ces 35 entreprises, qui opèrent pour la plupart sur le lac de Maracaibo (nord-ouest).

- Vendredi 22 mai 2009 : le groupe bancaire espagnol Banco Santander annonce avoir conclu un « accord de principe » pour vendre à l'État vénézuélien sa filiale « Banco de Venezuela » pour un montant de 1,05 milliard de dollars.

- Vendredi 29 mai 2009 : premier cas confirmé de grippe H1N1 chez un homme de retour du Panama.

- Samedi 30 mai 2009 :  après de nombreuses propositions et discussions, quelquefois très houleuses, par médias interposés, le débat prévu entre le président Hugo Chávez, et l'écrivain péruvien Mario Vargas Llosa est annulé par le président du Venezuela à la dernière minute[7].

### Juin 2009
- Jeudi 11 juin 2009 : la société Coca-Cola, obéissant à un ordre du ministre vénézuélien de la santé, suspend la vente de son produit Coca-Cola Zéro. Le ministère l'accuse de contenir un « composant qui peut être préjudiciable à l'homme » ce que dément la société Coca-Cola en réaffirmant dans un communiqué publié dans la presse locale que « le Coca-Cola Zéro ne contient aucun composant pouvant être préjudiciable à la santé des personnes » et que sa boisson sans sucre répond à toutes les normes en vigueur au Venezuela[8].

- Jeudi 18 juin 2009 : le bateau de croisière « Ocean Dream », amarré au large de l'île de Margarita, est placé en quarantaine pendant 10 jours avec ses 759 passagers et ses 460 membres d'équipage, après que trois membres du personnel ont été testés positifs à la grippe A/H1N1 et que 11 autres personnes présentaient des symptômes grippaux. Le Venezuela compte dans tout le pays 60 cas confirmés. Le navire avait déjà été refoulé dans les îles de Grenade, Sainte-Lucie et de la Barbade. Il est reparti vers Aruba, son port de départ[9].

- Vendredi 19 juin 2009 : le président Hugo Chávez a vanté l'« unité » de son pays avec la Russie et le Bélarus : « Seule l'unité entre nous nous permettra d'ouvrir la voie de l'harmonie, bien au-delà de l'hégémonie de l'impérialisme et du capitalisme qui ont détruit la moitié du monde ». Moscou et Caracas ont signé entre 2005 et 2007 douze contrats d'armement d'un montant de 4,4 milliards de dollars. La Russie a notamment vendu au Venezuela 24 avions de chasse Soukhoï, 50 hélicoptères de combat et 100 000 fusils d'assaut Kalachnikov. Des manœuvres militaires conjointes entre les marines de Russie et du Venezuela ont été menées en novembre en mer des Caraïbes. Depuis mars 2008, le Bélarus développe un système de défense antiaérien pour le Venezuela.

### Juillet 2009
- Samedi 4 juillet 2009 : le maire de Caracas Antonio Ledezma, élu en novembre 2011 avec le soutien de l'opposition, entame une grève de la faim pour protester contre le transfert d'une grande partie des attributions et des moyens de sa municipalité après la création en avril d'un poste administratif de "chef de Gouvernement de Caracas", à qui presque toutes les compétences et ressources de la mairie ont été transférées. Il a reçu le soutien des principaux dirigeants de l'opposition[10].

- Lundi 27 juillet 2009 : la Suède demande des explications au Venezuela sur la façon dont des armes suédoises avaient pu être découvertes en Colombie dans un camp de la guérilla marxiste des FARC, dont  plusieurs lance-roquettes antichar AT4 de chez Saab[11].

- Mardi 28 juillet 2009 :
  - Signature entre le président Hugo Chávez et le vice-premier ministre russe Igor Sechin d'un accord de coopération militaire de défense. L'accord prévoit un renforcement des échanges entre les armées des deux pays, la vente d'armements, la mise en place de manœuvres conjointes et le transfert de technologies. La Russie a déjà vendu au Venezuela 24 avions de chasse Soukhoï, 50 hélicoptères de combat et 100 000 fusils d'assaut kalachnikov[12].
  - Le président Hugo Chavez annonce le gel des relations diplomatiques et commerciales avec la Colombie voisine après que celui-ci a affirmé que certaines armes achetées par le Venezuela en Suède avaient été retrouvées par la suite entre les mains des FARC[13].